# You and Me (película)
You and Me es una película dirigida por Fritz Lang en 1938.

## Argumento
Un empresario contrata a dos ex convictos para ayudarles a reintegrarse en la sociedad.

## Comentarios
- Parte de la estructura de la película tiene influencia de la obra de Bertolt Brecht.